# Lavotchkin La-11
O Lavochkin La-11 (NATO Fang) foi um caça à pistão de longo alcance desenvolvido pela União Soviética após a Segunda Guerra Mundial.

## Desenvolvimento
Uma das recomendações do governo no teste do Lavochkin La-130 (protótipo do Lavochkin La-9) foi que se desenvolvesse um caça de escolta de longo alcance. O protótipo resultante desta recomendação, La-134 (por vezes também chamado La-9M) possuía capacidade maior de combustível e óleo. O armamento foi reduzido para três canhões. O primeiro protótipo voou em maio de 1947. O segundo protótipo, La-134D teve sua capacidade de combustível aumentada em 275 l (73 galões) com tanques externos e de asa. A aeronave foi equipada com pneus mais largos para suportar o peso aumentado e as amenidades para voos longos, tais como assentos confortáveis, descanso de braço e um mictório. Além disso, uma suíte completa de navegação rádio foi instalada. Como era de se esperar, o desempenho em combate com tanque de combustível carregado era pior. Entretanto, a medida que o combustível carregado atingia o peso do que se carregava no La-9, o desempenho o acompanhava. Observou-se que a aeronave não era apta para combate acima de 7,000 m (23,000 ft). O novo caça, designado La-11 entrou em produção no ano de 1947. No fim de sua produção, em 1951, um total de 1,182 aeronaves haviam sido construídas.

## Histórico operacional
O primeiro uso em combate documentado do La-11 foi em 8 de abril de 1950, quando quatro pilotos soviéticos derrubaram um Consolidated PB4Y-2 Privateer da Marinha dos Estados Unidos sobre o Mar Báltico, com a morte dos 10 tripulantes do Privateer. Mais tarde no próximo ano, dois pilotos de La-11 derrubaram um Lockheed P2V Neptune também da Marinha Americana sobre o Mar do Japão, próximo a Vladivostok; um tripulante foi morto.
De fevereiro de 1950 em diante, a 106ª Divisão de Aviação de Caça soviética moveu-se para Xangai para defender a cidade contra bombardeamento pela Força Aérea de Taiwan. A divisão incluiu o 351º Regimento de Caças, equipados com o La-11. Em 7 de março, o regimento derrubou um bombardeiro North American B-25 Mitchell, próximo a Nanjing.[carece de fontes?] No dia 14 de março de 1950, um bombardeiro Martin B-26 Marauder foi derrubado em Xuzhou.[carece de fontes?] No dia 20 de março de 1950, cinco pilotos do La-11 encontraram um grupo de North American P-51 Mustang a noroeste de Xangai, mas os pilotos do P-51 imediatamente recuaram.[carece de fontes?] Em 2 de abril de 1950, dois P-51 foram derrubados por pilotos de La-11 sobre Xangai.[carece de fontes?] Após isso, os MiG-15 do 29º Regimento de Caças soviético manteve a soberania e defesa aérea. A ROCAF parou de bombardear Xangai em junho daquele ano e as unidades soviéticas deixaram a cidade em outubro de 1950.
Em julho de 1950, os La-11 também voavam em missões de patrulha áerea sobre a Coreia do Norte.[carece de fontes?]
Em 30 de novembro de 1951, 16 pilotos de La-11 do 4º Regimento de Aviação de Caça do Exército Voluntário do Povo chinês faziam a escolta de 9 bombardeiros Tu-2 para bombardear a ilha sul-coreana de Taehwa-do (대화도/大和島), no arquipélago de Pansong. Estes foram atacados por mais de 30 caças F-86 da Força Aérea dos Estados Unidos: quatro bombardeiros Tu-2 e três La-11 foram abatidos.[carece de fontes?]

### Aeronaves similares
- P-51 Mustang